# Rubén Guerrero (baloncestista)
Rubén Guerrero Pino (Marbella, España, 22 de octubre de 1995) es un jugador de baloncesto español. Su puesto natural en la cancha es la de pívot.  Actualmente juega en el Morabanc Andorra de la Liga Endesa.

## Trayectoria
El jugador formado en la cantera del Unicaja, llegando a jugar con el Clínicas Rincón en Liga LEB Oro y LEB Plata, antes de marcharse a los 17 años de España para incorporarse a la Sunrise Christian Academy.
Más tarde, formó parte durante tres temporadas de los South Florida Bulls de la NCAA, desde 2014 a 2017, en las que el pívot promediaría una cifra de 5,3 puntos, 5,1 rebotes y 1,3 tapones por partido. Además, en la temporada 2015-16, el pívot español fue premiado con el 'American Athletic Conference Sportsmanship Award', galardón al deportista que mejor refleja los ideales de deportividad, comportamiento ético, juego limpio e integridad.
En 2017, Sergio Scariolo lo preseleccionaría en la primera lista para el Eurobasket 2017.
En la campaña 2018-2019 se marcharía para jugar con Samford Bulldogs de la NCAA, en que disputó su año sénior a las órdenes de todo un ex NBA y ACB como Scott Padgett, promediando 13’5 puntos, 8’5 rebotes y 2’2 tapones tras 29 partidos. 
En mayo de 2019, se hace oficial la vuelta del jugador a la plantilla del Unicaja Málaga de la Liga Endesa. En el cuadro malagueño permanecería tres temporadas, siendo la última la temporada 2021-22, en la que promedia 3.1 puntos, 3.5 rebotes y 0.5 tapones en 13.5 minutos (33 partidos) en Liga Endesa.
El 16 de julio de 2022, firma por el Monbus Obradoiro de la Liga Endesa. En su segunda temporada en el conjunto gallego, acabaría descendiendo a LEB Oro.
El 5 de junio de 2024, firma con el Covirán Granada de la Liga Endesa para la temporada 2024/25.
El 6 de agosto de 2025, fichó por el Morabanc Andorra de la liga ACB.

## Selección nacional
Rubén ha sido internacional con España en categorías inferiores, consiguiendo en 2015 la medalla de plata en el Europeo Sub-20 y la medalla de bronce en el Europeo Sub-18 de 2013. 
Además, en el verano de 2017 incluso llegó a disputar dos partidos con la selección absoluta tras participar en el stage que los internacionales españoles realizaron en la localidad malagueña de Benahavís.